# آلوتیا
آلوتیا (انگلیسی: Aleutia) شرکت سخت‌افزار بریتانیایی است، که در سال ۲۰۰۶ تأسیس شد.